# Двенадцатиболтовое водолазное снаряжение

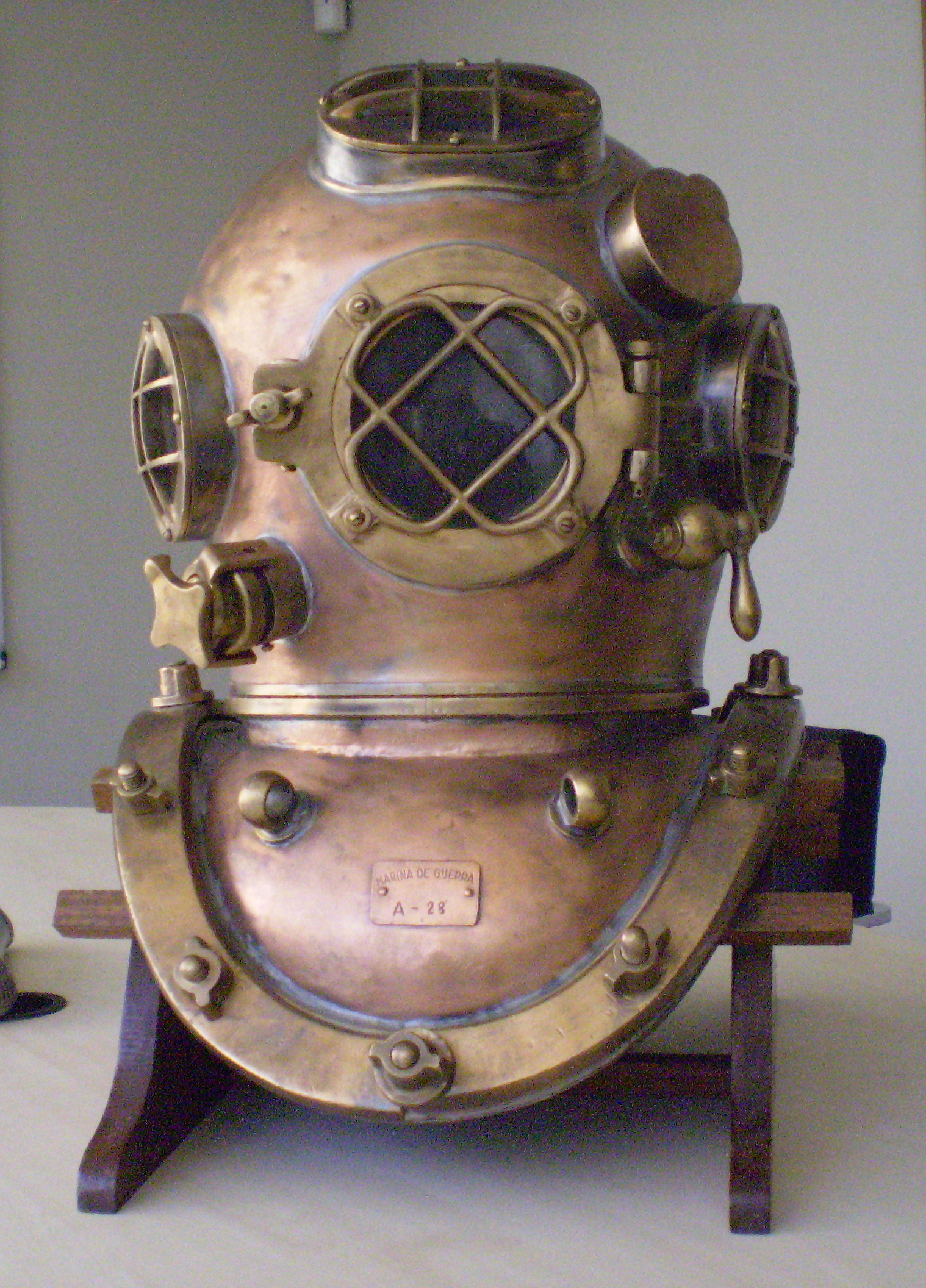
Шлем и манишка двенадцатиболтового костюма

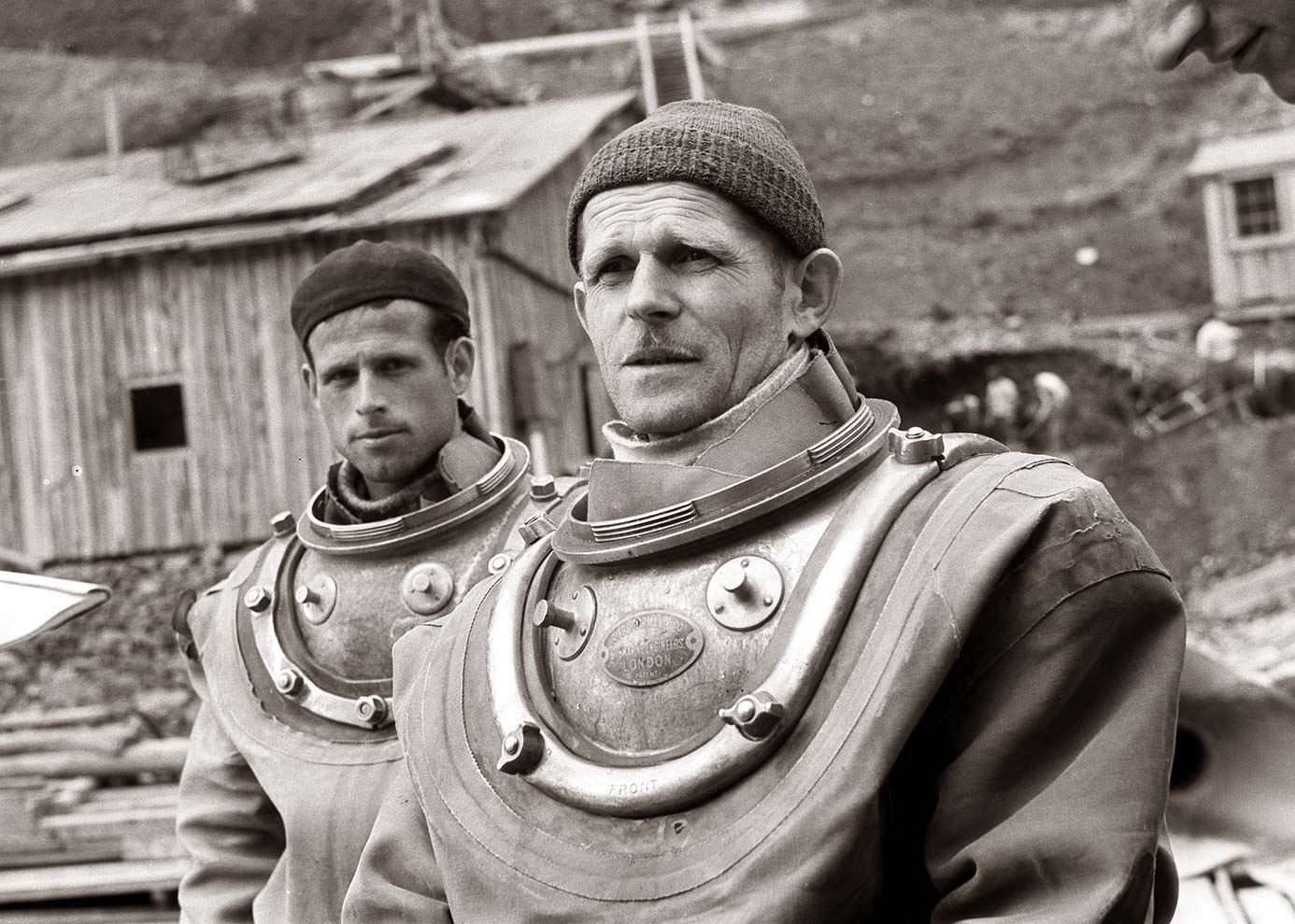
Водолазы в шестиболтовом (на переднем плане) и двенадцатиболтовом (сзади) снаряжении со снятыми шлемами

Двенадцатиболтовое водолазное снаряжение — снаряжение для безопасного погружения под воду, классический водолазный костюм. Широко распространён в европейских и американских странах, где считается стандартным костюмом. Данный водолазный костюм используется в российском ВМФ и гражданском флоте. Им комплектуются водолазные станции морских и рейдовых водолазных ботов, спасательных судов и буксиров. Основными частями двенадцатиболтового снаряжения являются шлем с манишкой, водолазная рубаха, водолазные галоши, водолазные грузы, нож, водолазный шланг или шланг-кабель, сигнальный конец или кабель-сигнал и водолазное белье. Оснащается в большинстве случаев переговорным устройством.
Отличие этого снаряжения от трехболтового водолазного снаряжения состоит в конструкции соединения шлема, манишки и водолазной рубахи.
Для двенадцатиболтового снаряжения применяется рубаха ВР-12. Рубаха ВР-12 изготавливается из трехслойной прорезиненной материи (тифтик, доместик и шелковистая резина). Рубахи изготавливаются трех ростов: 1-й — для водолазов ростом до 165 см, 2-й — ростом до 175 см и 3-й — ростом до 185 см. На рубахе размещаются травяще-предохранительные клапаны. Также костюм включает в себя два свинцовых или чугунных отливки (груза) массой 16 кг каждая, которые размещаются на груди и спине, боты с утяжелениями, изготовленными из меди или свинца, и утепляющий шерстяной костюм.
Объём водолаза, одетого в снаряжение, увеличивается в зависимости от утепляющего костюма и объема воздуха в скафандре на 30-50 дм³. Для погашения положительной плавучести (которая не позволит ему погрузиться) вес водолаза должен быть больше веса воды, вытесненной водолазом, одетым в снаряжение. Для увеличения веса используются водолазные грузы и галоши, которые нейтрализуют положительную плавучесть (подъемную силу) и придают ему необходимую остойчивость под водой. Грузы и галоши снаряжения рассчитаны так, чтобы водолаз при работе мог находиться на грунте, не всплывая, и при этом его вес в снаряжении (отрицательная плавучесть) был больше веса вытесненной им воды.
Утяжелители крепятся двумя плечевыми ремнями поверх манишки и нижним брасом, который пропускается между ног водолаза и застегивается пряжкой у переднего груза. Расположение заднего груза несколько ниже переднего придает водолазу под водой наклон вперед и облегчает его передвижение.
Пара водолазных галош, входящих в состав комплекта, имеет общую массу 21 кг.
Воздух подаёт электромеханическая воздушная помпа. В штатном режиме помпа работает от электромотора, в аварийном — вручную, 32 оборота в минуту. Применяется для выполнения аварийно-спасательных, судоподъемных и других работ на глубинах до 25 м главным образом на озерах и реках.
Не изолирует водолаза от воздействия давления внешней среды (воды).
Двенадцатиболтовое водолазное снаряжение по сравнению с трехболтовым имеет свои преимущества и недостатки. Двенадцатиболтовое просто и легко надевается, шлем быстро отсоединяется от манишки, что удобно для кратковременного отдыха с выходом на трап без полного раздевания. Воротник хорошо защищает от стекающей со шлема конденсированной влаги. Но в двенадцатиболтовом снаряжении трудно достигать полной водонепроницаемости соединения шлема с манишкой и манишки с рубахой, в связи с чем данное снаряжение не применяется при спусках на средние (более 25 м) и большие глубины.
С 1860-х годов было налажено производство двенадцатиболтового снаряжения на российских заводах, примерно с этого времени в штат экипажа крупных судов были введены корабельные водолазы.